# Proceedings of the American Mathematical Society
Proceedings of the American Mathematical Society is een internationaal, aan collegiale toetsing onderworpen wetenschappelijk tijdschrift op het gebied van de
wiskunde.
De naam wordt in literatuurverwijzingen meestal afgekort tot Proc. Am. Math. Soc.
Het wordt uitgegeven door American Mathematical Society en verschijnt maandelijks.
Het eerste nummer verscheen in 1950.